# Liga Premier de Egipto 2020-21
La Liga Premier de Egipto 2020-21, también llamada Liga WE por motivos de patrocinio, fue la 62° temporada de la Premier League de Egipto. La temporada comenzó el 11 de diciembre de 2020 y terminó el 28 de agosto de 2021.
El Zamalek Sporting Club se proclamó campeón del torneo por decimotercera vez en su historia, rompiendo la hegemonía del Al-Ahly, quien fue campeón en las ediciones 2015-16, 2016-17, 2017-18, 2018-19 y 2019-20.

## Ascensos y descensos
Al término de la temporada 2019-20, descendieron Haras El-Hodood, Tanta SC y ZED FC (anteriormente FC Masr); y ascendieron National Bank of Egypt SC, Ceramica Cleopatra FC y Ghazl El-Mehalla tras haber ganado cada uno de los tres grupos de la Segunda División de Egipto.

## Información de los equipos
| Equipo                  | Ciudad              | Estadio                           | Capacidad |
| ----------------------- | ------------------- | --------------------------------- | --------- |
| Al-Ahly                 | El Cairo            | Estadio Al-Salam                  | 30.000    |
| Al-Ittihad Alexandria   | Alejandría          | Estadio de Alejandría             | 19.676    |
| Al-Masry                | Puerto Said         | Estadio Borg El Arab              | 86.000    |
| Aswan SC                | Asuán               | Estadio Aswan                     | 20.000    |
| Ceramica Cleopatra FC   | Guiza               | Estadio de Suez                   | 27.000    |
| El Entag El Harby SC    | El Cairo            | Estadio Al-Salam                  | 30.000    |
| El Gouna FC             | El Gouna            | Estadio Khaled Bichara            | 12.000    |
| El-Mokawloon El-Arab SC | El Cairo            | Estadio Osman Ahmed Osman         | 35.000    |
| ENPPI Club              | El Cairo            | Estadio Petro Sport               | 16.000    |
| Ghazl El-Mehalla        | El-Mahalla El-Kubra | Estadio El Mahalla                | 14,564    |
| Ismaily SC              | Ismailía            | Estadio de Ismailia               | 18.525    |
| Misr El Makasa          | Fayún               | Estadio Osman Ahmed Osman         | 35.000    |
| National Bank of Egypt  | El Cairo            | Estadio El-Shorta                 | 8.500     |
| Pyramids FC             | El Cairo            | Estadio 30 de Junio               | 30.000    |
| Smouha SC               | Alejandría          | Estadio de Alejandría             | 19.676    |
| Tala'ea El Gaish SC     | El Cairo            | Estadio Gehaz El Reyada           | 20.000    |
| Wadi Degla SC           | El Cairo            | Estadio Petro Sport               | 16.000    |
| Zamalek SC              | El Cairo            | Estadio Internacional de El Cairo | 75.000    |

## Tabla de posiciones
| Pos. | Equipo                 | Pts. | PJ | G  | E  | P  | GF | GC | Dif. | Clasificación o descenso 2021-22 |
| ---- | ---------------------- | ---- | -- | -- | -- | -- | -- | -- | ---- | -------------------------------- |
| 1    | Zamalek (C)            | 80   | 34 | 24 | 8  | 2  | 61 | 21 | +40  | Liga de Campeones de la CAF      |
| 2    | Al-Ahly                | 76   | 34 | 22 | 10 | 2  | 72 | 29 | +43  | Liga de Campeones de la CAF      |
| 3    | Pyramids               | 55   | 34 | 13 | 16 | 5  | 55 | 35 | +20  | Copa Confederación de la CAF     |
| 4    | Smouha                 | 54   | 34 | 12 | 18 | 4  | 55 | 42 | +13  |                                  |
| 5    | Al-Masry               | 50   | 34 | 13 | 11 | 10 | 44 | 38 | +6   | Copa Confederación de la CAF     |
| 6    | ENPPI Club             | 49   | 34 | 12 | 13 | 9  | 36 | 34 | +2   |                                  |
| 7    | Al-Ittihad Alexandria  | 48   | 34 | 12 | 12 | 10 | 37 | 35 | +2   |                                  |
| 8    | Tala'ea El-Gaish       | 42   | 34 | 10 | 12 | 12 | 40 | 37 | +3   |                                  |
| 9    | El-Mokawloon El-Arab   | 41   | 34 | 11 | 8  | 15 | 38 | 48 | −10  |                                  |
| 10   | Ceramica Cleopatra     | 39   | 34 | 8  | 15 | 11 | 42 | 46 | −4   |                                  |
| 11   | Ismaily                | 38   | 34 | 10 | 11 | 13 | 42 | 44 | −2   |                                  |
| 12   | El Gouna               | 38   | 34 | 8  | 14 | 12 | 36 | 43 | −7   |                                  |
| 13   | Misr El Makasa         | 38   | 34 | 10 | 8  | 16 | 37 | 55 | −18  |                                  |
| 14   | National Bank of Egypt | 35   | 34 | 6  | 17 | 11 | 38 | 44 | −6   |                                  |
| 15   | Ghazl El-Mehalla       | 35   | 34 | 7  | 14 | 13 | 28 | 47 | −19  |                                  |
| 16   | Wadi Degla (D)         | 30   | 34 | 5  | 15 | 14 | 31 | 40 | −9   | Segunda División                 |
| 17   | El Entag El Harby (D)  | 28   | 34 | 5  | 13 | 16 | 37 | 62 | −25  | Segunda División                 |
| 18   | Aswan (D)              | 27   | 34 | 6  | 9  | 19 | 28 | 60 | −32  | Segunda División                 |

 Fuente: Soccerway
Criterios de clasificación: Puntos · Enfrentamientos directos · Diferencia de goles · Goles a favor · Puntos fair-play · Play-off.
Notas:
1. ↑  Ismaily fue sancionado con la reducción de 3 puntos.

## Goleadores
| Pos. | Goleador                           | Equipo                 | Goles |
| ---- | ---------------------------------- | ---------------------- | ----- |
| 1    | Mohamed Sherif                     | Al-Ahly                | 20    |
| 2    | Mostafa Fathi                      | Smouha                 | 17    |
| 3    | Achraf Bencharki                   | Zamalek                | 15    |
| 4    | Ahmed Yasser Rayyan                | Ceremica Cleopatra     | 15    |
| 5    | Omar Kamal Abdel Wahed             | Al-Masry               | 13    |
| 6    | Fakhreddine Ben Youssef            | Ismaily                | 12    |
| 7    | Karim Bambo                        | National Bank of Egypt | 12    |
| 8    | Basem Morsi                        | Misr El Makasa         | 12    |
| 9    | Ahmed Ali Kamel                    | National Bank of Egypt | 11    |
| 10   | Ahmed Samir Mohamed                | Tala'ea El-Gaish       | 11    |
| 11   | Shimelis Bekele                    | Misr El Makasa         | 11    |
| 12   | Omar El Said                       | El Gouna               | 11    |
| 13   | Mostafa El Badry                   | El Entag El Harby      | 11    |
| 14   | Youssef Obama                      | Zamalek                | 10    |
| 15   | Amr Gamal                          | Tala'ea El-Gaish       | 10    |
| 16   | John Okoye Ebuka                   | ENPPI Club             | 10    |
| 17   | Ibrahim Adel                       | Pyramids               | 10    |
| 18   | Ahmed Mohamed Abdel Kader Radwan   | Smouha                 | 9     |
| 19   | Hossam Hassan                      | Smouha                 | 9     |
| 20   | Ahmed Refaat                       | Al-Masry               | 9     |
| 21   | Nasser Mansi                       | Tala'ea El-Gaish       | 9     |
| 22   | Hussein El Shahat                  | Al-Ahly                | 9     |
| 23   | Ahmed Sayed Zizo                   | Zamalek                | 9     |
| 24   | Shokry Naguib                      | Ismaily                | 9     |
| 25   | Ramy Sabry                         | ENPPI Club             | 9     |
| 26   | Mahmoud Kahraba                    | Al-Ahly                | 8     |
| 27   | Ahmed El Sheikh                    | Ghazl El-Mehalla       | 7     |
| 28   | Seifeddine Jaziri                  | Zamalek                | 7     |
| 29   | Mohammed Magdy                     | Al-Ahly                | 7     |
| 30   | Razack Cissé                       | Al-Ittihad Alexandria  | 7     |
| 31   | Ramadan Sobhi                      | Pyramids               | 7     |
| 32   | Fady Farid                         | National Bank of Egypt | 6     |
| 33   | Luis Hinestroza                    | El-Mokawloon El-Arab   | 6     |
| 34   | Ahmet Atef                         | Wadi Degla             | 6     |
| 35   | Mohamed Hamdy Zaky                 | El-Mokawloon El-Arab   | 6     |
| 36   | Abdallah Said                      | Pyramids               | 6     |
| 37   | Shady Hussein                      | Ceramica Cleopatra     | 6     |
| 38   | Sherif Dabo                        | Ceramica Cleopatra     | 6     |
| 39   | Ary Papel                          | Ismaily                | 6     |
| 40   | Ahmed Said Mohamed                 | Wadi Degla             | 6     |
| 41   | Islam Issa                         | Pyramids               | 6     |
| 42   | Dinopter Judy                      | ENPPI Club             | 5     |
| 43   | Emam Ashour                        | Zamalek                | 5     |
| 44   | Romario Williams                   | Al-Ittihad Alexandria  | 5     |
| 45   | Marwan Hamdi                       | Zamalek                | 5     |
| 46   | Nour El-Sayed                      | El Gouna               | 5     |
| 47   | Ali Maâloul                        | Al-Ahly                | 5     |
| 48   | Mohamed Helal                      | Wadi Degla             | 5     |
| 49   | Austin Amutu                       | Al-Masry               | 5     |
| 50   | Benson Shilongo                    | Ismaily                | 5     |
| 51   | Salah Mohsen                       | Al-Ahly                | 5     |
| 52   | Ashraf Magdy                       | Aswan                  | 5     |
| 53   | Khaled Kamar                       | Al-Ittihad Alexandria  | 5     |
| 54   | Mahmoud Mohamed Taher Shabana      | Aswan                  | 4     |
| 55   | Hesham Nabawi                      | Ghazl El-Mehalla       | 4     |
| 56   | Abdelkbir El Ouadi                 | Smouha                 | 4     |
| 57   | Salah Amin                         | Wadi Degla             | 4     |
| 58   | Amr El Halwani                     | Aswan                  | 4     |
| 59   | Mohamed Samir                      | El-Mokawloon El-Arab   | 4     |
| 60   | Mido Gaber                         | Ceremica Cleopatra     | 4     |
| 61   | Omar Fathi Saviola                 | El-Mokawloon El-Arab   | 4     |
| 62   | Mohamed El-Gabbas                  | Pyramids               | 4     |
| 63   | Ahmed Daouda                       | El-Mokawloon El-Arab   | 4     |
| 64   | Mohamed Abdelmaguid                | El Entag El Harby      | 4     |
| 65   | Mohamed Nadi                       | Smouha                 | 4     |
| 66   | Walter Bwalta                      | El Gouna               | 3     |
| 67   | Eric Traoré                        | Pyramids               | 3     |
| 68   | Mohamed Gaber                      | Aswan                  | 3     |
| 69   | Mohamed Sadek                      | Ismaily                | 3     |
| 70   | Ferjani Sassi                      | Zamalek                | 3     |
| 71   | Ragab Nabil                        | Smouha                 | 3     |
| 72   | Mahmoud Wadi                       | Pyramids               | 3     |
| 73   | Emmanuel Okwi                      | Al-Ittihad Alexandria  | 3     |
| 74   | Mamadou Niass                      | El Entag El Harby      | 3     |
| 75   | Ahmed Gomaa                        | Al-Masry               | 3     |
| 76   | Karim Tarek                        | ENPPI Club             | 3     |
| 77   | Diego Rolán                        | Pyramids               | 3     |
| 78   | Hamid Ahadad                       | Zamalek                | 3     |
| 79   | Walter Bwalya                      | Al-Ahly                | 3     |
| 80   | Abdel Kader Yehia                  | Ghazl El-Mehalla       | 3     |
| 81   | Islam Mohareb                      | Tala'ea El-Gaish       | 3     |
| 82   | Taher Mohamed                      | Al-Ahly                | 3     |
| 83   | Asem Salah                         | National Bank of Egypt | 3     |
| 84   | Karim El Tayeb                     | El Gouna               | 3     |
| 85   | Walid Soliman                      | Al-Ahly                | 3     |
| 86   | Mahmoud Shabrawy                   | El Gouna               | 3     |
| 87   | Khaled Metwali Abdelhamid          | A-Ittihad Alexandria   | 3     |
| 88   | Amr Marey                          | Tala'ea El-Gaish       | 2     |
| 89   | Ibrahim Koné                       | Tala'ea El-Gaish       | 2     |
| 90   | Mohamed Morssi                     | ENPPI Club             | 2     |
| 91   | Islam Fouad                        | Ghazl El-Mehalla       | 2     |
| 92   | Kazadi Kasengu                     | Al-Masry               | 2     |
| 93   | Karim El Deeb                      | Al-Ittihad Alexandria  | 2     |
| 94   | Hassan Hassan Ali                  | Al-Masry               | 2     |
| 95   | Rafik Kabou                        | Smouha                 | 2     |
| 96   | Badr Banoun                        | Al-Ahly                | 2     |
| 97   | Athar El Tahir                     | Smouha                 | 2     |
| 98   | Emeka Friday Eze                   | Al-Masry               | 2     |
| 99   | Junior Ajayi                       | Al-Ahly                | 2     |
| 100  | Haitham Mustafa                    | Aswan                  | 2     |
| 101  | Mohamed Bassiouny                  | National Bank of Egypt | 2     |
| 102  | Abdel Samia Ibrahim                | Al-Ittihad Alexandria  | 2     |
| 103  | Amr Al-Sulaya                      | Al-Ahly                | 2     |
| 104  | Mohamed Sabahi                     | Al-Ittihad Alexandria  | 2     |
| 105  | Mohamed Talaat                     | El Entag El Harby      | 2     |
| 106  | Haythem Jouini                     | El-Mokawloon El-Arab   | 2     |
| 107  | Saïdou Simporé                     | Al-Masry               | 2     |
| 108  | Fathi Mabrouk                      | Ghazl El-Mehalla       | 2     |
| 109  | Essam Sobhy                        | Misr El Makasa         | 2     |
| 110  | Luca Badr                          | El Gouna               | 2     |
| 111  | Abdulaziz Mousa                    | Aswan                  | 2     |
| 112  | Moahmed Sherif Mohamed             | ENPPI Club             | 2     |
| 113  | Abdel Ghani Mohamed                | Al-Ittihad Alexandria  | 2     |
| 114  | Ahmed Abdelaziz Mody               | Misr El Makasa         | 2     |
| 115  | Mohamed Osama                      | Aswan                  | 2     |
| 116  | Mohamed Tarek                      | El Entag El Harby      | 2     |
| 117  | Mostafa Mohamed                    | Zamalek                | 2     |
| 118  | Ali Gabr                           | Pyramids               | 2     |
| 119  | Mohamed Farouk                     | Pyramids               | 2     |
| 120  | Mohamed Abdel Latif                | Al-Masry               | 2     |
| 121  | Mahmoud Nabil                      | Ceremica Cleopatra     | 2     |
| 122  | Ashraf Moahmed Sayed               | Ghazl El-Mehalla       | 2     |
| 123  | Ahmed Sherif                       | Wadi Degla             | 2     |
| 124  | Ahmed Samy                         | Pyramids               | 2     |
| 125  | Farouck Kabore                     | El-Mokawloon El-Arab   | 2     |
| 126  | Ahmed Abdel Aziz Ibrahim           | Aswan                  | 2     |
| 127  | Ahmed Mohsen                       | Ceremica Cleopatra     | 2     |
| 128  | Hassan Yassin                      | El Entag El Harby      | 2     |
| 129  | Mohamed Nagieb                     | El Gouna               | 2     |
| 130  | Abdel Rahman Attef                 | Ghazl El-Mehalla       | 2     |
| 131  | Hussam Arafat                      | Wadi Degla             | 2     |
| 132  | Ahmed El Agouz                     | ENPPI Club             | 2     |
| 133  | Mahmoud Saber                      | Pyramids               | 2     |
| 134  | Ibrahim Yehia                      | ENPPI Club             | 1     |
| 135  | Mahmoud Hamada                     | Pyramids               | 1     |
| 136  | Ahmed Abaza                        | El Gouna               | 1     |
| 137  | Mohamed Hassan Hashem Antar        | Al-Masry               | 1     |
| 138  | Mahmoud Rizk                       | Al-Ittihad Alexandria  | 1     |
| 139  | Emad Hamdi                         | Ismaily                | 1     |
| 140  | Mohamed Abdel Monem                | Misr El Makasa         | 1     |
| 141  | Mohamed Ibrahim                    | Ceramica Cleopatra     | 1     |
| 142  | Mostafa Ibrahim                    | Al-Ittihad Alexandria  | 1     |
| 143  | Youssef El Gohary                  | El-Mokawloon El-Arab   | 1     |
| 144  | Ahmed Hamed Shousha                | Al-Masry               | 1     |
| 145  | Abdulwahab Annan                   | El Entag El Harby      | 1     |
| 146  | Hamza Magdi                        | Aswan                  | 1     |
| 147  | Khaled Kassab                      | Ghazl El-Mehalla       | 1     |
| 148  | Ahmed Hamdy                        | El Gouna               | 1     |
| 149  | Shokry Naguib                      | Ismaily                | 1     |
| 150  | Paulin Voavy                       | Misr El Makasa         | 1     |
| 151  | Ahmed Ali                          | El Entag El Harby      | 1     |
| 152  | Saleh Gomaa                        | Ceramica Cleopatra     | 1     |
| 153  | Islam Roshdi                       | El Gouna               | 1     |
| 154  | Abdallah Magdy                     | Misr El Makasa         | 1     |
| 155  | Ahmed Fattoh                       | Zamalek                | 1     |
| 156  | Ahmed El Nadry                     | Ghazl El-Mehalla       | 1     |
| 157  | Shikabala                          | Zamalek                | 1     |
| 158  | Karim Mohamed                      | Wadi Degla             | 1     |
| 159  | Mahmoud Abdel Halim Mohamed Mageid | Smouha                 | 1     |
| 160  | Mohamed Sami                       | Ghazl El-Mehalla       | 1     |
| 161  | Ahmed El Shimi                     | El-Mokawloon El-Arab   | 1     |
| 162  | Mohamed Hamdy Sharaf               | Pyramids               | 1     |
| 163  | Ahmed Yasser                       | National Bank of Egypt | 1     |
| 164  | Yakubu Issahaku                    | Wadi Degla             | 1     |
| 165  | Abdallah Yaisien                   | El-Mokawloon El-Arab   | 1     |
| 166  | Fawzi El Henawy                    | Al-Ittihad Alexandria  | 1     |
| 167  | Mahmoud Kaoud                      | National Bank of Egypt | 1     |
| 168  | Mohamed Sanogo Vieira              | El Entag El Harby      | 1     |
| 169  | Mohamed Adel El Sayed              | Ismaily                | 1     |
| 170  | Amr El Saadawy                     | El Gouna               | 1     |
| 171  | Tarek Hamed                        | Zamalek                | 1     |
| 172  | Mohamed El Ashri                   | Aswan                  | 1     |
| 173  | Ahmed Eid                          | Ghazl El-Mehalla       | 1     |
| 174  | Mohamed Ramadan                    | El Entag El Harby      | 1     |
| 175  | Mohanad Lasheen                    | Tala'ea El-Gaish       | 1     |
| 176  | Amar Hamdi                         | Al-Ittihad Alenxadria  | 1     |
| 177  | Alexander Jakobsen                 | Wadi Degla             | 1     |
| 178  | Ahmed El Sheikh                    | Pyramids               | 1     |
| 179  | Amr Barakat                        | El Gouna               | 1     |
| 180  | Abdel Rahman Magdy                 | Ismaily                | 1     |
| 181  | Mahmoud Alaa                       | Zamalek                | 1     |
| 182  | Mostafa El Gamal                   | El Entag El Harby      | 1     |
| 183  | Hussein El Sayed                   | Ismaily                | 1     |
| 184  | Hesham Mohamed                     | Misr El Makasa         | 1     |
| 185  | Mahmoud Alaa El Katamy             | Ghazl El-Mehalla       | 1     |
| 186  | Emad Fathi                         | Misr El Makasa         | 1     |
| 187  | Osama Faisal                       | Zamalek                | 1     |
| 188  | Mohamed Abdel Ghani                | Zamalek                | 1     |
| 189  | Basem Ali                          | El-Mokawloon El-Arab   | 1     |
| 190  | Ahmed Adel El Kalamawy             | Misr El Makasa         | 1     |
| 191  | Khaled El Akhmimi                  | Ghazl El-Mehalla       | 1     |
| 192  | Ahmad Shedid Qinawi                | Al-Masry               | 1     |
| 193  | Mohamed El Sabahi                  | Al-Ittihad Alexandria  | 1     |
| 194  | Diego Calderón Caicedo             | Wadi Degla             | 1     |
| 195  | Moaz El-Henawy                     | El Entag El Harby      | 1     |
| 196  | Jonathan Ngwem                     | El Gouna               | 1     |
| 197  | Mohamed Ragab                      | El Gouna               | 1     |
| 198  | Ahmed Abd El-Zaher                 | Aswan SC               | 1     |
| 199  | Mohamed Reda                       | Wadi Degla             | 1     |
| 200  | Himih Mao                          | El Entag El Harby      | 1     |
| 201  | Islam Salah                        | Al-Masry               | 1     |
| 202  | Mahmoud Ragab                      | El Entag El Harby      | 1     |
| 203  | Ali Fawzi                          | ENPPI Club             | 1     |
| 204  | Emmanuel Agbettor Karbogi          | Aswan                  | 1     |
| 205  | Mohamed El-Shamy                   | Ismaily                | 1     |
| 206  | Yasser Ibrahim                     | Al-Ahly                | 1     |
| 207  | Islam Saleh                        | Misr El Makasa         | 1     |
| 208  | Mohamed Abdel-Shafy                | Zamalek                | 1     |
| 209  | Islam Ateia                        | Al-Masry               | 1     |
| 210  | Akram Tawfik                       | Al-Ahly                | 1     |
| 211  | Islam Gamal Mohamed                | Smouha                 | 1     |
| 212  | Ahmed Salem Safi                   | Aswan                  | 1     |
| 213  | Mohamed El Shebini                 | El Entag El Harby      | 1     |
| 214  | Mostafa Shalaby                    | ENPPI Club             | 1     |
| 215  | Osama Galal Toeima                 | Pyramids               | 1     |
| 216  | Salah Ashour                       | Misr El Makasa         | 1     |
| 217  | Zayed Kamal                        | ENPPI Club             | 1     |
| 218  | Mostafa Gamal                      | Tala'ea El-Gaish       | 1     |
| 219  | Amir Abed                          | El-Mokawloon El-Arab   | 1     |
| 220  | Ziad Ashraf                        | Misr El Makasa         | 1     |
| 221  | Omar Gaber                         | Pyramids               | 1     |
| 222  | Mostafa Saad                       | Ismaily                | 1     |
| 223  | Ayman Hefny                        | Zamalek                | 1     |
| 224  | Islam Gaber                        | El Entag El Harby      | 1     |
| 225  | Salah Atef                         | ENPPI Club             | 1     |
| 226  | Ibrahim Hassan                     | Pyramids               | 1     |
| 227  | Damion Lowe                        | Al-Ittihad Alexandria  | 1     |
| 228  | Ahmed Hassan Mekky                 | El-Mokawloon El-Arab   | 1     |